# Mitologia catalana sobre bruixes

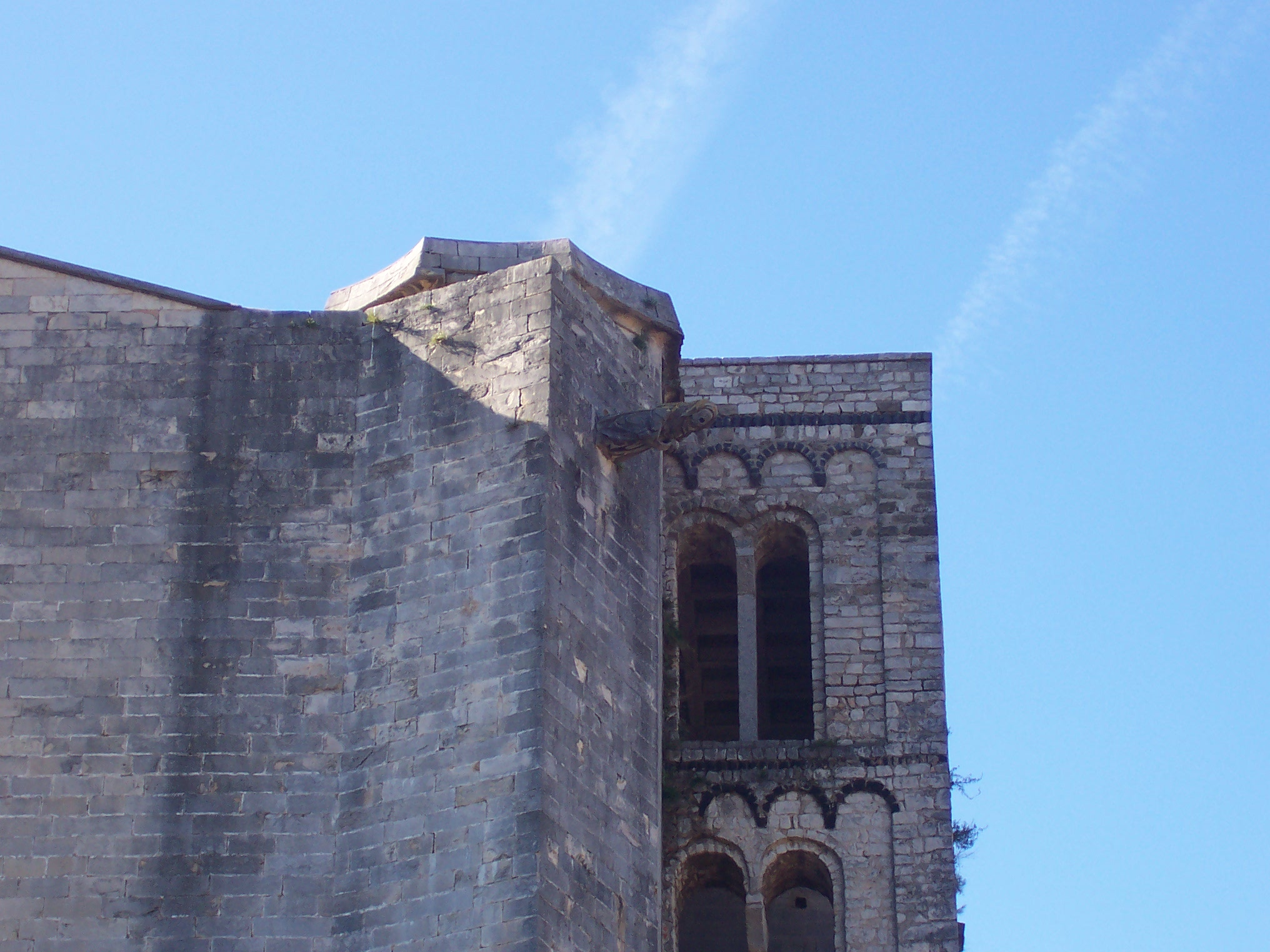
La bruixa de la Catedral de Girona

En la cultura popular catalana, hi ha un gran nombre de llegendes sobre el personatge de la bruixa, moltes d'elles comunes amb altres pobles d'Europa. En l'imaginari popular, la bruixa és una dona que, per mitjà d'un pacte amb el dimoni, ha aconseguit poders sobrenaturals, que utilitza en benefici propi o amb finalitats malèfiques. Durant l'edat mitjana, el poder eclesiàstic va alimentar aquestes creences entre la població, utilitzant les bruixes com a cap de turc de totes les calamitats, o per marginar, empresonar i fins i tot executar les persones, sobretot dones, que no encaixaven en l'ordre social establert.
Durant l'edat moderna, sobretot a la segona meitat del segle xvi i primera del segle xvii, es va dur a terme una persecució de dones acusades de bruixeria bastant considerable. Es tractava, sobretot, de persecucions promogudes pel mateix poble, davant de les quals sovint la Santa Inquisició va haver d'intervenir per tal de garantir, en molts casos, un procés just, ja que se solien fer els judicis en el mateix poble, amb la presència només de les autoritats locals, les quals solien actuar de forma que el poble quedés content, davant de l'atribució a les bruixes de les calamitats locals, que s'ha dit al paràgraf anterior.
Avui en dia, les creences sobre bruixes han perdut protagonisme entre la població en general, i molta gent sol veure la bruixa com un personatge popular entranyable, que sol aparèixer en els contes infantils o en actes relacionats amb les festes populars, com l'Aquelarre de Cervera. Fins i tot s'han constituït colles de bruixes, integrades exclusivament per dones, paral·leles i equivalents a les colles de diables.

## Context històric
Entre els anys 1616 i 1622, unes quatre-centes dones d'arreu de Catalunya van ser acusades i ajusticiades pel fet de ser considerades bruixes. Sempre s'ha cregut en l'existència d'individus amb poders sobrenaturals, però va ser al començament del segle xvii quan es va realitzar la majoria de processos, en un context de crisi social, econòmica i religiosa.
Moltes dones eren acusades de fer pactes amb el dimoni perquè aquest les dotés de poders sobrenaturals. Es reunien en juntes o aplecs, realitzaven el ritual d'iniciació i passaven així a ser bruixes per complir els juraments: renegar de la fe cristiana i fer tot el mal possible.
Alguns dels delictes eren fer mal a través de conjurs, amb la mirada o amb aliments i objectes embruixats, provocar accidents al camp, als pagesos o al bestiar. Els més temuts per la població eren els relacionats amb els fenòmens meteorològics: fer caure pedra, fortes pluges, glaçades, boira. Potser, per això, quan ‘plou i fa sol les bruixes es pentinen'.
A diferència d'altres territoris, a Catalunya no va ser la Inquisició l'encarregada de perseguir, interrogar, torturar i eliminar les bruixes, sinó que van ser els senyors i els tribunals locals. S'encarregava a un professional caçador de bruixes que determinés si una persona ho era o no. Per fer-ho la despullava, li tirava aigua beneïda a l'esquena i si a l'espatlla li sortia un senyal, la marca del dimoni, aquella dona era acusada. Un altre mètode era titllar de bruixes aquelles que no tenien pèl a les aixelles, senyal inequívoc que havien usat ungüents per volar. Als interrogatoris es torturava fins a aconseguir la confessió i el següent pas era la forca.
Moltes de les dones que van morir penjades eren simplement remeieres o llevadores. No obstant això, la població creia en l'existència de bruixes i en el seu poder per fer mal i se'n protegia amb diferents mètodes: beneïa o perfumava objectes i cases, pintava les finestres de blau, posava creus de palmó a la porta, no deixava mai les masies soles, tenia sempre pa al calaix, rentava la roba interior amb aigua de set fonts diferents, no deixava mai retalls d'ungles ni cabells a terra, es posava la camisa al revés o tocava campanes per evitar tempestes. En canvi, pot ser difícil de creure que les bruixes fessin pactes amb el dimoni, es transformessin en animals o volessin. Potser per això la bruixeria pot ser definida com una barreja entre ficció i realitat.

## El pacte amb el dimoni
Es creia que les bruixes obtenien els seus poders mitjançant un pacte amb el dimoni. Existeixen moltes llegendes sobre els detalls de la cerimònia. A més a més, el dimoni els atorgava els poders i les feia immortals.

## La marca del dimoni
Se solia creure que les bruixes tenien una marca característica a la pell, fruit del seu pacte amb el dimoni. Segons les creences populars, aquesta marca podia prendre moltes formes, com una berruga.

## Els poders de les bruixes
Gràcies al seu pacte amb el dimoni, les bruixes tenien poder per fer tota classe de maldats. També era creença popular que podien volar a cavall de forques o d'escombres.

## Dates assenyalades
Hi ha dates assenyalades en què es creia que les bruixes celebraven grans reunions o augmentaven el seu poder. Les més conegudes són la nit de Tots els Sants i la nit de Sant Joan.

## Les bruixes a la geografia catalana
Arreu de la geografia dels Països Catalans, existeixen llegendes de bruixes, o llocs relacionats amb la pràctica de la bruixeria.
- A Dosrius: Quan el rector preparava la comunió, li va aterrar la bruixa als peus. La bruixa, enfadada, li va prendre la caldereta dels aspergís. La van trobar, abonyegada en un lloc llunyà.
- A Girona: Una de les gàrgoles de la catedral és una bruixa, que diuen que va passar amb el sac de les pedregades quan van sonar les campanes. Ella i pedregada van quedar petrificats per sempre.
- A Granollers: El rector Josep M. va matar dues dones acusades de bruixeria a l'Església de Sant Esteve.
- A La Quar: Les nits de lluna vella fa ballar els follets de la contrada. La resta del temps fila llana i viatja per veure les veïnes.
- A Vallgorguina: Viu sota la Pedra Gentil. Des d'allà convoca altres bruixes per fer pedregar.
- A Vilopriu: Un dia que a Vilopriu feia una gran pedregada, es va sentir com a dalt dels núvols deien: "Pepa, gira't per aquí!". Van engegar uns quants trets al núvol amb bales beneïdes. L'endemà la sastressa del poble, que es deia Pepa, va comparèixer amb la cama trencada.
- A Arenys de Munt: Un capellà els va engegar una puntada de peu, i la sabata va enfilar-se núvols amunt. La van trobar més enllà del terme i tota masegada.
- Al Canigó: Es reuneixen al cim del Tretzevents. Des d'allà criden les pedregades picant amb una verga tres cops damunt l'estany de Calandrà.
- A Llers: Van encapçalar una expedició de totes les bruixes de l'Empordà per aterrar al campaner de Figueres. El campaner va reaccionar a temps, però, encara ara, el campanar resta estroncat. Aquestes llegendes són evocades pel poeta Carles Fages de Climent en el seu poemari Les bruixes de Llers, il·lustrat per Salvador Dalí.
- A Sarroca de Bellera: Es va endur un nadó sense que ningú se n'adonés.
- A Terrassa: S'ajunten al pla del Bonaire i provoquen pedregades orinant juntes en un forat i picant el líquid amb unes vergues.
- A Vallbona de les Monges: Viuen en coves que hi ha en un tossal proper. Sempre van escabellades i només es pentinen quan plou i fa sol. D'aquí ve la cançó "plou i fa sol les bruixes es pentinen, plou i fa sol les bruixes es fan dol".
- A Molins de Rei: Pujaven a una clariana del bosc a realitzar els més foscos designis, el pla on anaven és conegut com el Pla de les Bruixes, ara ja és dins la població.
- A Cervera: Hi havia una bruixa que es deia Magdalena i, la van penjar acusada de mesquineria i bruixeria; totes les bruixes es trobaven al Carreró de les bruixes, construït al segle xiii, que fins a finals del S. XIV no en van canviar el nom per l'actual. El nom es deu a la seva gran concentració de bruixes; els dies assenyalats que es trobaven eren les nits quan la lluna estava al 100% plena. Cada any es fa una festa anomenada Aquelarre per recordar les bruixes que havien habitat aquest poble del Centre de Catalunya.
- A Pedraforca: Les bruixes salten i ballen per sobre les argelagues el dia de Sant Silvestre (31 de desembre).
- A Arbúcies: es diu que totes les dones són bruixes pel fet d'haver-hi nascut. D'aquí ve la dita Arbúcies, dotze dones, tretze bruixes.
- A Viladrau: El 2 de novembre 1617 va haver-hi una gran trobada de bruixes provinents de tot Osona a Sant Segimon. Segons els habitants d'aquella època la trobada va ser la causa de les grans tempestes i pedregades que van castigar la zona amb grans inundacions. El 31 d'octubre a la nit se celebra el Ball de Bruixes, una escenificació teatral basada en aquests fets del segle xvii.
- A Solivella: La Maranyota és una bruixa que vivia a l'antic castell. A les nits sortia a la recerca de nens perduts per menjar-se'ls.[5]
- A València, prop del camí de Morvedre, hi ha l'hostal de la Paca Ferrer, una bruixa que de nit s'ajunta amb d'altres i els roben les barques als pescadors, amb les quals naveguen a tot drap empeses per un vent màgic que provoquen.[6]

## Localitats on consten judicis i execucions de bruixes[calcitació]
Contra el que és creença popular, a Catalunya no es cremaven les dones condemnades per bruixa, sinó que les penjaven a la plaça del poble. Consten judicis i execucions a les localitats següents:
- Calders (Moianès): foren executades cinc dones del mateix poble i del veí de Viladecavalls de Calders.
- Caldes de Montbui (Vallès Oriental): el maig del 1619 foren jutjades Antònia Puig i Braga, Margarida Pujolràs, Margarida Mimó i Casavellor (Margarida Mimona) i Montserrada Durrius. El 1620 foren detingudes cinc dones més, de les quals Eulàlia Úrsula fou l'única que se'n salvà, alliberada, després de ser condemnada a mort. Tenia només 18 anys.
- Castellterçol (Moianès): foren jutjades, torturades (així n'obtenien la confessió) i condemnades a mort Elisabet Cerdà (na Cerdana, vídua) i Joana Carrera (Carrereta). Abril del 1620.
- La Garriga (Vallès Oriental): maig del 1619.
- Granera (Moianès): el novembre del 1619 foren torturades i jutjades Antònia Salamó i Joana Oliver.
- Montseny (Vallès Oriental): maig del 1619.
- Palau-solità i Plegamans (Vallès Occidental): Francina Marrast, desembre de 1619.
- Sabadell (Vallès Occidental): el gener del 1620 foren torturades i jutjades Joana Sol i Guilleuma Roberta, gavatxes.
- Sentmenat (Vallès Occidental): abril del 1620.
- Sant Feliu Sasserra (Bages): entre 1618 i 1648 es van processar 23 dones i almenys 6 d'elles foren executades.[7]
- Sant Miquel de Toudell (actualment Viladecavalls, al Vallès Occidental): el 22 de novembre de 1619 es va detenir Ramona Porta, acusada de bruixeria. Va ser traslladada a la presó de Caldes de Montbui, on va morir penjada el 4 de juny de 1620.[8]
- Terrassa (Vallès Occidental): maig del 1619.
- Toralla (Pallars Jussà): foren torturades i jutjades set dones, a més d'un home, de les quals quatre foren penjades a la forca: Cebriana Polvorera, Pere de Françoy, Eulària Pellicera, Joana Françoya i Joana Bertomeua d'Erinyà, Elisabet de Monic i Margarida Thomasa de Serradell, i Caterina Colometa de Toralla. Cebriana Polvorera i Elisabet de Monic foren condemnades qui illam suspençam reliquit in furca presentibus dictis testibus et copiosa multitudine (que ella suspesa quedi a la forca presents els testimonis esmentats i una copiosa multitud). Pere Françoy, Caterina Colometa i Joana Bertomeua foren condemnats a l'exili dels dominis de la Varvassoria de Toralla: in perpetuum exilium a tota dicta varvessoria. Margarida Thomasa fou condemnada a la presó i a ésser vigilada pels parroquians, com Joana Françoya, i no penjada a la forca pel fet d'estar prenyada. Eulària Pellicera fou absolta i alliberada.
- Viladrau: és el poble on més dones, un total de 14, van ser condemnades de bruixes i executades a la forca.